# Choquinha-do-rio-roosevelt
Choquinha-do-rio-roosevelt (nome científico: Epinecrophylla dentei) é uma espécie de ave pertencente à família dos tamnofilídeos, e que ocorre na Amazônia.
Seu nome popular em língua inglesa é "Roosevelt Stipple-throated Antwren".

## Taxonomia
A choquinha-de-garganta-carijó (Epinecrophylla haematonota) foi descrita pelo zoólogo inglês Philip Sclater em 1857 e recebeu o nome binomial Formicivora haematonota. Foi anteriormente colocada no gênero Myrmotherula. Em 2014, o nome da espécie foi alterado para a subespécie nominal da choquinha-de-garganta-carijó quando duas outras antigas subespécies foram reclassificadas como espécies distintas: a choquinha-do-rio-negro (Epinecrophylla pyrrhonota) e a choquinha-do-rio-roosevelt (Epinecrophylla dentei), mas suas vocalizações foram consideradas idênticas e as diferenças morfológicas discretas (Isler e Whitney 2018), então elas retornaram ao status de subespécie.